# Ófeigur Einarsson
Ófeigur grettir Einarsson (n. 875) fue un vikingo y bóndi de Ogdum Rogaland, Noruega. Su historia está relacionada con la colonización de la región de Árnessýsla en Islandia. Es un personaje que aparece en la saga de Grettir, saga de Egil Skallagrímson, y saga de Njál.

## Herencia
Se casó con Ásný Åshøg Vestardóttir (n. 874) de Móeiðar, Rangárvallasýsla y fruto de esa relación nacieron tres hijas y dos hijos:
- Æsa Ófeigsdóttir (n. 892), que sería esposa de Onund Pie de Árbol.
- Asvör (n. 895)
- Ásmundur Ófeigsson (n. 898).
- Ásbjörn (n. 900).
- Ásdís (Aldís) Ófeigsdóttir (n. 910).